# Mercer-Eisstrom
Der Mercer-Eisstrom (früher Eisstrom A) ist ein Eisstrom im westantarktischen Marie-Byrd-Land. Er fließt südlich des Whillans-Eisstroms in westlicher Richtung zur Gould-Küste. Er ist der südlichste einer Reihe großer Eisströme, die das Marie-Byrd-Land in das Ross-Schelfeis entwässern.
Wissenschaftler des United States Antarctic Research Program untersuchten die Eisströme des Marie-Byrd-Lands in mehreren unabhängigen Kampagnen zwischen 1983 und 1984 und benannten sie in alphanumerischer Reihenfolge von Süden nach Norden. Das Advisory Committee on Antarctic Names benannte den hier beschriebenen Eisstrom im Jahr 2002 um. Namensgeber ist der Geologe und Glaziologe John H. Mercer (1922–1987) vom Institut für Polarforschung (heute das Byrd Polar Research Center) der Ohio State University, der die Moränen oberhalb des Reedy-Gletschers und diejenigen in der Ohio Range am Kopfende des Horlick-Eisstroms kartiert hatte.